# Dubai Tennis Championships 2017 - Qualificazioni singolare femminile
Le qualificazioni del singolare femminile del Dubai Tennis Championships 2017 sono state un torneo di tennis preliminare per accedere alla fase finale della manifestazione. Le vincitrici dell'ultimo turno sono entrate di diritto nel tabellone principale. In caso di ritiro di una o più giocatrici aventi diritto a queste sono subentrate le lucky loser, ossia le giocatrici che hanno perso nell'ultimo turno ma che avevano una classifica più alta rispetto alle altre partecipanti che avevano comunque perso nel turno finale.

## Teste di serie
1. Duan Yingying (primo turno)
2. Mandy Minella (ultimo turno, Lucky loser)
3. Elise Mertens (qualificata)
4. Natalia Vikhlyantseva (ultimo turno)
5. Risa Ozaki (ultimo turno)
6. Zheng Saisai (qualificata)
7. Nao Hibino (primo turno)
8. Julia Boserup (ultimo turno)

1. Patricia Maria Tig (ultimo turno)
2. Zhu Lin (qualificata)
3. Chang Kai-chen (qualificata)
4. Sílvia Soler Espinosa (qualificata)
5. Zhang Kailin (qualificata)
6. Aryna Sabalenka (qualificata)
7. Lucie Hradecká (primo turno)
8. Paula Cristina Gonçalves (primo turno)

## Qualificate
1. Aryna Sabalenka
2. Zhu Lin
3. Elise Mertens
4. Zhang Kailin

1. Sílvia Soler Espinosa
2. Zheng Saisai
3. Ons Jabeur
4. Chang Kai-chen

### Lucky loser
1. Mandy Minella

## Tabellone

### Legenda
| - Q = Qualificato - WC = Wild card - LL = Lucky loser | - ALT = Alternate - SE = Special Exempt - PR = Protected Ranking | - w/o = Walkover - r = Ritirato - d = Squalificato |

### Sezione 1
|  | Primo turno | Primo turno            | Primo turno            | Primo turno | Primo turno |  |  | Ultimo turno | Ultimo turno           | Ultimo turno           | Ultimo turno | Ultimo turno |  |
|  |             |                        |                        |             |             |  |  |              |                        |                        |              |              |  |
|  | 1           | Duan Yingying          | Duan Yingying          | 3           | 3           |  |  |              |                        |                        |              |              |  |
|  |             | Aleksandrina Najdenova | Aleksandrina Najdenova | 6           | 6           |  |  |              | Aleksandrina Najdenova | Aleksandrina Najdenova | 2            | 2            |  |
|  | WC          | Ljudmyla Kičenok       | Ljudmyla Kičenok       | 5           | 0           |  |  | 14           | Aryna Sabalenka        | Aryna Sabalenka        | 6            | 6            |  |
|  | 14          | Aryna Sabalenka        | Aryna Sabalenka        | 7           | 6           |  |  |              |                        |                        |              |              |  |

### Sezione 2
|  | Primo turno | Primo turno      | Primo turno      | Primo turno | Primo turno |  |  | Ultimo turno | Ultimo turno  | Ultimo turno  | Ultimo turno | Ultimo turno |  |
|  |             |                  |                  |             |             |  |  |              |               |               |              |              |  |
|  | 2           | Mandy Minella    | Mandy Minella    | 7           | 6           |  |  |              |               |               |              |              |  |
|  |             | Amra Sadiković   | Amra Sadiković   | 5           | 2           |  |  | 2            | Mandy Minella | Mandy Minella | 1            | 5            |  |
|  |             | Michaela Hončová | Michaela Hončová | 1           | 4           |  |  | 10           | Zhu Lin       | Zhu Lin       | 6            | 7            |  |
|  | 10          | Zhu Lin          | Zhu Lin          | 6           | 6           |  |  |              |               |               |              |              |  |

### Sezione 3
|  | Primo turno | Primo turno        | Primo turno        | Primo turno | Primo turno |  |  | Ultimo turno | Ultimo turno       | Ultimo turno | Ultimo turno | Ultimo turno |  |
|  |             |                    |                    |             |             |  |  |              |                    |              |              |              |  |
|  | 3           | Elise Mertens      | Elise Mertens      | 6           | 6           |  |  |              |                    |              |              |              |  |
|  |             | Andrea Hlaváčková  | Andrea Hlaváčková  | 1           | 3           |  |  | 3            | Elise Mertens      | 3            | 6            | 6            |  |
|  | PR          | Ayumi Morita       | Ayumi Morita       | 0           | r           |  |  | 9            | Patricia Maria Tig | 7            | 3            | 4            |  |
|  | 9           | Patricia Maria Tig | Patricia Maria Tig | 3           |             |  |  |              |                    |              |              |              |  |

### Sezione 4
|  | Primo turno | Primo turno           | Primo turno           | Primo turno | Primo turno |  |  | Ultimo turno | Ultimo turno          | Ultimo turno          | Ultimo turno | Ultimo turno |  |
|  |             |                       |                       |             |             |  |  |              |                       |                       |              |              |  |
|  | 4           | Natalia Vikhlyantseva | Natalia Vikhlyantseva | 6           | 6           |  |  |              |                       |                       |              |              |  |
|  |             | Darija Jurak          | Darija Jurak          | 3           | 2           |  |  | 4            | Natalia Vikhlyantseva | Natalia Vikhlyantseva | 3            | 0            |  |
|  |             | Alicja Rosolska       | Alicja Rosolska       | 3           | 3           |  |  | 13           | Zhang Kailin          | Zhang Kailin          | 6            | 6            |  |
|  | 13          | Zhang Kailin          | Zhang Kailin          | 6           | 6           |  |  |              |                       |                       |              |              |  |

### Sezione 5
|  | Primo turno | Primo turno           | Primo turno           | Primo turno           | Primo turno |  |  | Ultimo turno | Ultimo turno          | Ultimo turno          | Ultimo turno | Ultimo turno |  |
|  |             |                       |                       |                       |             |  |  |              |                       |                       |              |              |  |
|  | 5           | Risa Ozaki            | Risa Ozaki            | 6                     | 6           |  |  |              |                       |                       |              |              |  |
|  | WC          | Nadežda Kičenok       | Nadežda Kičenok       | 3                     | 4           |  |  | 5            | Risa Ozaki            | Risa Ozaki            | 4            | 3            |  |
|  |             | Olga Savchuk          | Olga Savchuk          | Olga Savchuk          |             |  |  |              | Sílvia Soler Espinosa | Sílvia Soler Espinosa | 6            | 6            |  |
|  | 12          | Sílvia Soler Espinosa | Sílvia Soler Espinosa | Sílvia Soler Espinosa | w/o         |  |  |              |                       |                       |              |              |  |

### Sezione 6
|  | Primo turno | Primo turno                 | Primo turno                 | Primo turno | Primo turno |  |  | Ultimo turno | Ultimo turno                | Ultimo turno                | Ultimo turno | Ultimo turno |  |
|  |             |                             |                             |             |             |  |  |              |                             |                             |              |              |  |
|  | 6           | Zheng Saisai                | Zheng Saisai                | 7           | 6           |  |  |              |                             |                             |              |              |  |
|  |             | Andreja Klepač              | Andreja Klepač              | 5           | 4           |  |  | 6            | Zheng Saisai                | Zheng Saisai                | 6            | 6            |  |
|  |             | María José Martínez Sánchez | María José Martínez Sánchez | 6           | 6           |  |  |              | María José Martínez Sánchez | María José Martínez Sánchez | 3            | 2            |  |
|  | 15          | Lucie Hradecká              | Lucie Hradecká              | 3           | 4           |  |  |              |                             |                             |              |              |  |

### Sezione 7
|  | Primo turno | Primo turno              | Primo turno              | Primo turno | Primo turno |  |  | Ultimo turno | Ultimo turno       | Ultimo turno | Ultimo turno | Ultimo turno |  |
|  |             |                          |                          |             |             |  |  |              |                    |              |              |              |  |
|  | 7           | Nao Hibino               | 6                        | 6           | 69          |  |  |              |                    |              |              |              |  |
|  |             | Gabriela Dabrowski       | 7                        | 4           | 7           |  |  |              | Gabriela Dabrowski | 6            | 65           | 1            |  |
|  |             | Ons Jabeur               | Ons Jabeur               | 6           | 6           |  |  |              | Ons Jabeur         | 4            | 7            | 6            |  |
|  | 16          | Paula Cristina Gonçalves | Paula Cristina Gonçalves | 3           | 3           |  |  |              |                    |              |              |              |  |

### Sezione 8
|  | Primo turno | Primo turno          | Primo turno      | Primo turno | Primo turno |  |  | Ultimo turno | Ultimo turno   | Ultimo turno   | Ultimo turno | Ultimo turno |  |
|  |             |                      |                  |             |             |  |  |              |                |                |              |              |  |
|  | 8           | Julia Boserup        | 1                | 7           | 7           |  |  |              |                |                |              |              |  |
|  |             | Anastasija Rodionova | 6                | 5           | 6(1)        |  |  | 8            | Julia Boserup  | Julia Boserup  | 2            | 4            |  |
|  | WC          | Fatma Al-Nabhani     | Fatma Al-Nabhani | 0           | 1           |  |  | 11           | Chang Kai-chen | Chang Kai-chen | 6            | 6            |  |
|  | 11          | Chang Kai-chen       | Chang Kai-chen   | 6           | 6           |  |  |              |                |                |              |              |  |